# El Sangles Vell
El Sanglàs Vell és un monument del municipi de les Masies de Roda (Osona) protegit com a bé cultural d'interès local.

## Descripció
Edifici civil, es tracta d'una masia de planta rectangular, amb el carener perpendicular a la façana, orientada a migdia. En aquest cos s'hi annexiona un altre de planta rectangular que forma un recinte porxat que arriba fins al carener de la façana. A l'angle sud-oest de la casa hi ha una garita de pedra picada semi enrunada.
Les finestres presenten motllures de tipus goticitzant. Les parets són arrebossades i s'hi veuen lleus restes d'antigues decoracions esgrafiades. La casa es troba en un estat de total abandonament.

## Història
Antic mas anomenat els Angles. Es troba en un lloc privilegiat a dalt d'un turó, malgrat tot, avui es troba en estat d'abandonament, ja que als seus peus té l'embassament de Sau, el que ha fet que es quedés pràcticament sense terres de conreu.
L'època d'esplendor econòmic dels Sangles, a deduir per l'arquitectura, deuria ser al segle xvii, quan es produí la reforma més gran de la casa.